# Kačerginė
Kačerginė är en ort i Kaunas län i södra Litauen, belägen 16 km väster om Kaunas. Staden utnämndes officiellt till kurort 1933. Litauens enda tävlingsbana för motorsport öppnades i staden 1960. Enligt folkräkningen från 2011 har staden ett invånarantal på 772 personer.